# Breznik Heights
Die Breznik Heights (englisch; bulgarisch Брезнишки възвишения Bresnischki waswischenija) sind ein 12 km langes und über 600 m hohes Gebirge auf Greenwich Island im Archipel der Südlichen Shetlandinseln. Es erstreckt sich zwischen dem Santa Cruz Point im Nordosten und der Basis Provadiya Hook am Yankee Harbour im Südwesten. Bis auf wenige Ausnahmen wie den Oborishte Ridge, das Ephraim Bluff, den Viskyar Ridge und den Bogdan Ridge ist es vereist.
Die bulgarische Kommission für Antarktische Geographische Namen benannte das Gebirge 2005 nach der Stadt Bresnik im Westen Bulgariens.